# Los Bandoleros
Los Bandoleros è un cortometraggio del 2009, scritto e diretto da Vin Diesel, che si colloca come prequel del film Fast & Furious - Solo parti originali, quarto capitolo della saga Fast & Furious.

## Trama
Dopo le corse clandestine e i crimini a Los Angeles, Dominic Toretto ormai ricercato, è costretto a rifugiarsi a Santo Domingo, nella Repubblica Dominicana (dopo aver lasciato Baja, in Messico). Qui fa il suo incontro con l'amico Rico Santos, conosciuto al carcere federale "Lompoc" nel 1989 (che stava scontando la pena con Tego Leo per aver tentato di far saltare in aria una banca), il quale vive assieme alla sua famiglia senza benzina. La gente non riesce più a venire a capo ai costi della vita e allora Dom chiede a Santos di avere un incontro con Elvis, un politico corrotto. Per avere questo incontro, però, è necessaria anche la presenza di Leo, il quale è detenuto nel carcere del posto.
Dopo l'arrivo di Han Lue, un ragazzo nippo-americano (i due si sono conosciuti in Messico visto che Han era incuriosito dalla reputazione di Dom ed era entrato a far parte della sua squadra), e la liberazione per evasione di Leo, quest'ultimo e Dom vanno a incontrarsi con Elvis, il quale li autorizza a rubare la benzina, ma solo in un breve tratto di strada. Dom lascia intendere che ha in mente un piano per poterla rubare. Più tardi arriva Letty, che ha seguito Dom fino a Panama. I due poi si dirigono verso una spiaggia dove finiscono per trascorrere molto tempo in canoa, baciandosi e facendo l'amore.

## Produzione
Il titolo è legato alla canzone della colonna sonora Los Bandoleros di Don Omar e Tego Calderón.
Il cortometraggio contiene dialoghi sia in spagnolo (sottotitolati in inglese) che in inglese.

## Distribuzione
Il cortometraggio è stato pubblicato gratuitamente su Internet (dapprima su iTunes). Il corto, disponibile anche con sottotitoli in italiano, è presente solamente nella versione blu-ray di Fast & Furious - Solo parti originali.